# Аблатуйський Бор
Аблату́йський Бор (рос. Аблатуйский Бор) — село у складі Ульотівського району Забайкальського краю, Росія. Адміністративний центр Аблатуйського сільського поселення.

## Населення
Населення — 547 осіб (2010; 672 у 2002).
Національний склад (станом на 2002 рік):
- росіяни — 95 %